# NGC 2796
NGC 2796 ist eine Spiralgalaxie mit aktivem Galaxienkern vom Hubble-Typ Sa im Sternbild Krebs auf der Ekliptik. Sie ist schätzungsweise 309 Millionen Lichtjahre von der Milchstraße entfernt und hat einen Durchmesser von etwa 100.000 Lj. Gemeinsam mit LEDA 1923364 & LEDA 3088981 bildet sie das Galaxientrio Holm 115.
Das Objekt wurde am 13. März 1785 von dem deutsch-britischen Astronomen William Herschel entdeckt.